# Liparis aphylla
Liparis aphylla là một loài thực vật có hoa trong họ Lan. Loài này được G.A.Romero & Garay mô tả khoa học đầu tiên năm 1999.